# ОК РФУ
ОК РФУ је одбојкашки клуб из Футога.

## Историја
Клуб је регистрован 2006. године као одбојкашки клуб РФУ, идеја о оснивању клуба потекла је током десетогодишњег рекреативног бављења одбојком (од 1997. године) на добровољној основи од стране ентузијаста, љубитеља одбојке и љубитеља рекреативног спорта. Од 2003. године прикључили смо се и рекреативном такмичарском делу под називом одбојкашка дружина Рекреативни Футошки ударачи које организује Савез за спортску рекреацију града Новог Сада и Војводине а окупља све заинтересоване привредне организације и заинтересоване грађане који воле овај спорт-одбојку. 
Подстакнути добрим резултатима у такмичарском делу, проблемима у којима је Футошка мушка одбојка, вероватно и много важније чињеницом да смо успели да све ове године останемо заједно и да истрајемо подстакло нас је да оснујемо одбојкашки клуб са циљем да пренесемо наш ентузијазам младима (са посебним освртом на одбојкашке школе) и да заједно са осталим клубовима у Футогу омогућимо им избор бављења спортом који ће им пружити здравији и квалитетнији живот. 
У првој такмичарској сезони (2006/07) као члан друге војвођанске лиге група Бачка заузели смо прво место и пласирали се у И Војвођанску лигу. Другу сезону у првој војвођанској лиги смо заврши на средини табеле. Основана је одбојкашка школа (подмладак, кадетски и пионирски састав) који се такмиче на првенствима града и покрајине а стручним радом руководе тренери одбојке и професори физичког васпитања, састав прве екипе је подмлађен тако да поред прошлогодишњи младих играча: Горан Нишић (1986), Бојан Нишић (1983), Мирослав Швоња (1986), Живан Пантелић (1986) и Светозар Ракић (1991), прикључили су се и: Владимир Црепуља (1987), Мирослав Родић (1986), Дамир Добријевић (1987) и Стеван Сладовиц (1987). Трећу сезона крунишемо уласком у Другу лигу, предвођени Гораном Воркапић Футошки интернациналцем и добрим резултатима у свим млађим селекцијама клуба. Наш клуб сада броји преко стотину чланова у чак четири селекције: пионирској, кадетској, сениорској и рекреативно-ветеранској. Током сезоне су формиране све административне структуре клуба подељене у неколико радних тимова ради бољег функционисања клуба.

## Први састав тима 2006/07
Друга Војвођанска лига група Бачка
1. Попадић Јован
2. Милашиновић Даворин
3. Гламочић Горан
4. Шумар Никола
5. Марковић Радован
6. Рајак Зоран
7. Шовљаков Милош
8. Јаковљевић Зоран
9. Лемић Мирослав
10. Остојић Дарко
11. Нишић Бојан
12. Нишић Горан
13. Швоња Мирослав
14. Пантелић Живан
15. Ракић Светозар

Тренери су били Горан Гламочић и Дарко Остојић, а лекар Слободан Котуров.

## Оснивачи клуба
У присуству дванаест оснивача у недељу увече 09.04. 2006. године у кафе Аут основан је Одбојкашки клуб „РФУ“. Клуб ће наставити само позитивну традицију Футошке одбојке и ентузијазмом одбојкашке дружине Рекреативни Футошки ударача.
Оснивачи клуба су:
1. Мирослав Курјаков
2. Милош Шовљаков
3. Слободан Котуровима
4. Ђорђе Курјаков
5. Мирослав Лемић
6. Зоран Рајак
7. Зоран Јаковљевић
8. Никола Шумар
9. Горан Гламочић
10. Жељко Стојаковић
11. Радован Марковић
12. Даворин Милашиновић